# 168 av. J.-C.
Cette page concerne l'année 168 av. J.-C. du calendrier julien proleptique.

## Événements
- Printemps : début de la deuxième campagne d’Antiochos IV en Égypte ; une partie de sa flotte l’accompagne, alors qu'une autre est envoyée contre Chypre, où le stratège lagide Ptolémée Macron se rallie après avoir capitulé. Aux frontières de l’Égypte, Antiochos reçoit une délégation lagide pour discuter des conditions de paix ; il réclame seulement Chypre et la région de Péluse, car il est conscient que Rome n’admettra pas l’unification des deux empires hellénistiques, puis occupe rapidement le Nord du pays (au moins le Delta et le Fayoum) et se rend à Memphis sans coup férir où il se comporte comme un pharaon. Enfin, il menace Alexandrie une seconde fois[1].
- Début juillet : journée d’Éleusis. L’ambassadeur Caius Popilius Laenas rencontre Antiochos IV Épiphane à Éleusis, un faubourg d’Alexandrie, et le contraint d’abandonner l’Égypte sans entendre ses arguments  : il trace autour de lui un cercle sur le sable et lui interdit d’en sortir avant d’avoir répondu à son ultimatum[1].
- 30 juillet : Antiochos IV quitte l’Égypte par mer à partir de Péluse. Peu après, des envoyés romains vont à Chypre et forcent le reste de l’armée séleucide à quitter l’île[1]. Ptolémée VI Philometor partage le pouvoir avec son frère Ptolémée VIII Évergète II et sa sœur Cléopâtre II jusqu’en 164 av. J.-C. Puis Philometor devient seul roi d’Égypte et Évergète II obtient la Cyrénaïque. Après une trêve, les deux frères se font la guerre pendant quatre ans, puis se réconcilient à nouveau.

- Automne : édit de persécution[2]. À son retour d’Égypte, Antiochos IV décrète l’hellénisation systématique de la Judée et de la Samarie ; il occupe militairement Jérusalem, massacre 40 000 personnes en trois jours et en réduit autant en esclavage[3].

### Europe

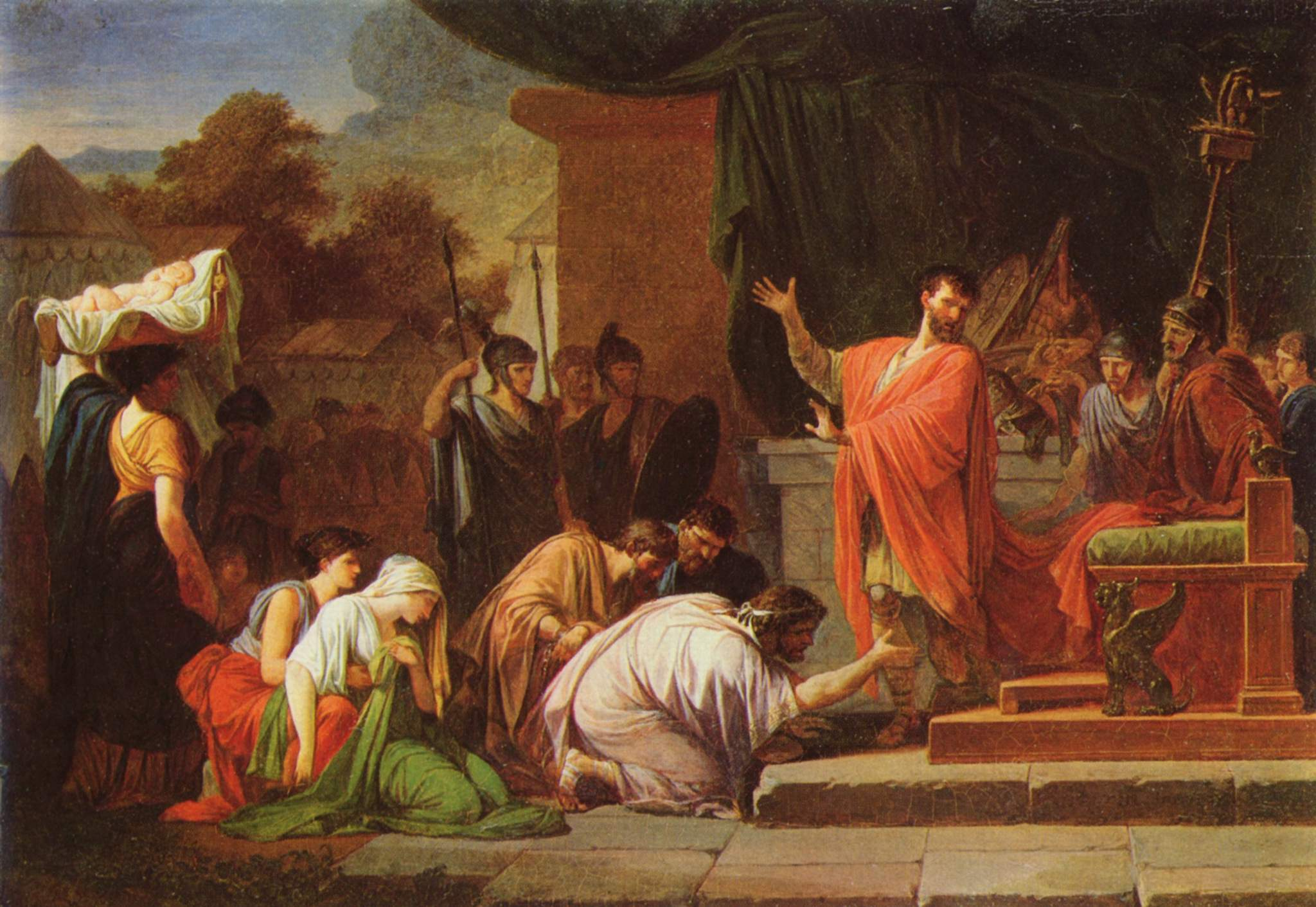
Le roi Persée de Macédoine devant Aemilius Paullus, Pierre Peyron.

- 4 janvier (15 mars 586 du calendrier romain) : début à Rome du consulat de Lucius Aemilius Paullus Macedonicus (pour la seconde fois) et Caius Licinius Crassus[4].
- 21 janvier (1er avril du calendrier romain)[4] : Rome envoie en Macédoine le consul Paul Émile qui rétablit dans l’armée une discipline de fer[4].
- Printemps[4], troisième guerre d'Illyrie : les Romains débarquent en Épire, et Anicius rejoint le légat Appius Claudius et marche contre Gentius, roi d’Illyrie, pour lever le siège de Bassania et prendre Lissus. Il poursuit Gentius sur la côte jusqu'à sa base de Scodra, qu'il assiège et oblige à se rendre. Gentius est fait prisonnier[5].
- 21 juin : éclipse lunaire visible en Macédoine[5], annoncée par l’astronome romain Caius Sulpicius Gallus[6].
- 22 juin : les légions du consul Paul Émile défont les troupes du roi de Macédoine Persée à la bataille de Pydna[5]. Cette défaite marque, pour la Macédoine, la fin de son indépendance. Sur le plan militaire, la légion romaine démontre définitivement sa supériorité sur la phalange macédonienne.
  - Persée, réfugié à Samothrace, se rend. Rome conquiert la Thrace et la Macédoine, qui sont morcelées en régions isolées politiquement et économiquement. Le triomphe de Paul Émile, à Rome, en 167, dure trois jours.
  - En Grèce, Paul Émile fait périr ou déporter les partisans de Persée (surtout des démocrates) : mille Achéens de distinction, parmi lesquels l’historien Polybe, fils du stratège Lycortas, partent pour Rome à titre d’otages[7]. L’Épire, qui avait fait défection, est livrée au pillage et l’on vend 150 000 Épirotes comme esclaves[8]. Après la répression, l’armée romaine évacue la Grèce et regagne l’Italie.

- Première mention des Gaulois (latin galli) par Caton l'Ancien[9].

## Décès
- Caecilius Statius, poète et dramaturge latin.
- Jia Yi (賈宜), homme d’État et poète chinois (né en 200 av. J.-C.)